# Međurače
Međurače is een plaats in de gemeente Petrinja in de Kroatische provincie Sisak-Moslavina. De plaats telt 54 inwoners (2001).